# Düren (Saar)
Düren ist ein Ortsteil der Gemeinde Wallerfangen im Landkreis Saarlouis (Saarland). Bis Ende 1973 war Düren eine eigenständige Gemeinde.

## Geschichte
Düren wurde erstmals im Jahr 1069 urkundlich erwähnt.
Im Rahmen der saarländischen Gebiets- und Verwaltungsreform wurde die bis dahin eigenständige Gemeinde Düren am 1. Januar 1974 der Gemeinde Wallerfangen zugeordnet. Düren ist seitdem ein Ortsteil und ein Gemeindebezirk.